# Kunstpavillon München

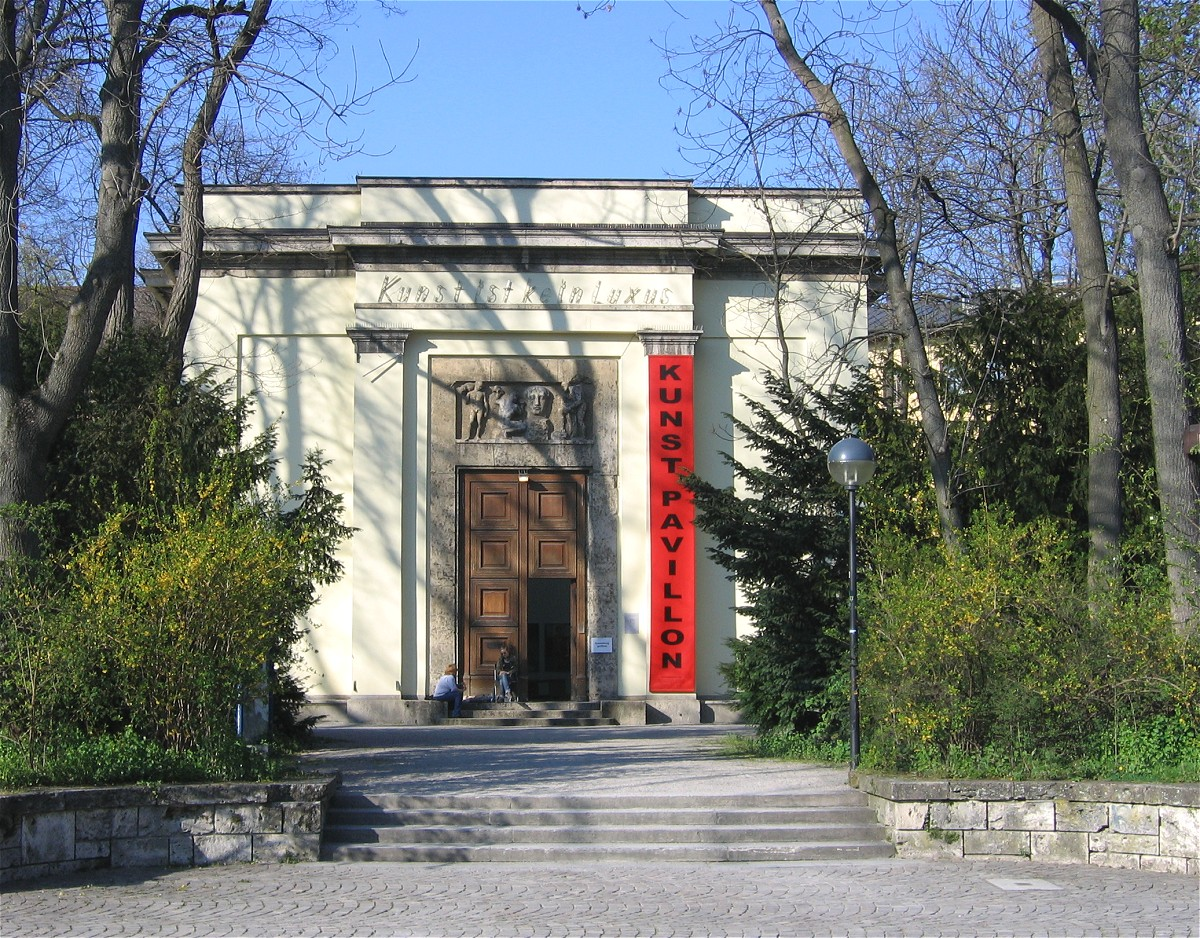
Kunstpavillon München

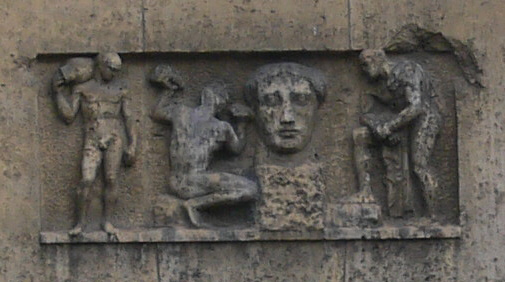
Relief an der Wand

Der Kunstpavillon München ist ein Gebäude im Alten Botanischen Garten im Stadtbezirksteil Königsplatz der Münchner Maxvorstadt. Es gehört zum Kunstareal München.

## Geschichte
Das Ausstellungsgebäude wurde im Zuge der Neugestaltung des Alten Botanischen Gartens 1936 an der Stelle des 1931 abgebrannten Glaspalastes durch den Architekten Oswald Bieber errichtet. 
Das Bauwerk war nach dem Zweiten Weltkrieg schwer beschädigt. Von 1948 bis 1950 bauten etliche Künstler unter der Leitung von Hannes König, Gründer des Schutzverbandes Bildender Künstler, in Selbsthilfe zum Ausstellungsraum für die Münchner Künstlerschaft um; die Finanzierung erfolgte über Spendensammlungen. Für den Wiederaufbau erhielt der Schutzverband einen Pachtvertrag zur alleinigen Nutzung des Gebäudes, der bis heute Bestand hat.
Anfang der 1960er Jahre widmete sich Hannes König intensiv der Einrichtung des Valentin Musäums. So war die Ausstellung der Gruppe „SPUR“ 1960/61 für längere Zeit eines der letzten Ereignisse von überregionaler Bedeutung. 
Unter dem Vorsitzenden Konrad Hetz und einem verjüngten Vorstand wurde in den späten 1980er Jahren der Pavillon neben wenigen Ausstellungen für eigene Mitglieder vor allem als Ausstellungsraum für auswärtige und ausländische Künstler geöffnet.
An der Frontseite ist heute in Neonschrift der Satz „Kunst ist kein Luxus“ zu lesen.